# Su Carralzu
Su Carralzu ist ein Felsengrab (vom Typ Domus de Janas) in einer steilen Felswand auf dem Plateau von Giorrè, nordwestlich von Florinas in der Metropolitanstadt Sassari auf Sardinien.
Die Front der Anlagen der Bonnanaro-Kultur ist während der Nuraghenzeit nach Art der älteren Gigantengräber mit Portalstele architektonisch umgestaltet worden. Diese Art ist häufig im Bereich um Sassari, Ossi und Florinas.
Su Carralzu hat eine gewisse Ähnlichkeit mit den in der Nähe liegenden Domus de Janas von Mesu ’e Montes, Molafa und Sa Rocca und Su Lampu.